# Groß (Gemeinde Hollabrunn)
Groß ist ein Dorf in Niederösterreich und eine Ortschaft der Stadtgemeinde Hollabrunn (Bezirk Hollabrunn) und liegt in der gleichnamigen Katastralgemeinde.

## Geographie
Das Dorf liegt westlich der Kernstadt von Hollabrunn. Nachbarorte von Groß in der Stadtgemeinde Hollabrunn sind Kleinstelzendorf und Oberfellabrunn, in der Marktgemeinde Sitzendorf an der Schmida sind es Frauendorf, Pranhartsberg und Sitzendorf, in der Marktgemeinde Ziersdorf Fahndorf und in der Marktgemeinde Grabern Mittergrabern, Obergrabern, Schöngrabern und Windpassing.
| Pranhartsberg, Sitzendorf an der Schmida    | Obergrabern, Mittergrabern                  | Windpassing    |
| Kleinstelzendorf, Frauendorf an der Schmida | Kompassrose, die auf Nachbargemeinden zeigt | Schöngrabern   |
|                                             | Fahndorf                                    | Oberfellabrunn |

## Geschichte
Um 1120 schenkte eine Frau Gertrud die Pfarrkirche samt Bestiftung, Zehente, einem Weingarten und vier Hörigen an das Kloster Stift Göttweig. Der Ort war Sitz eines adeligen Geschlechts, von dem 1231 zuerst ein Heinrich genannt wird. Später treten hier das Geschlecht Huetstockh auf, die in den Urkunden des Stift Göttweig des Öfteren genannt sind.
Im 16. Jahrhundert wird Achaz Enenkel, Burghauptmann von Hainburg, Inhaber des Gutes. Im Jahr 1562 folgt Balth, Gleismüller, Adam Schrott und 1591 Gileis als Besitzer von Groß. Im Jahr 1610 verkauft Karl Gileis wegen Verschuldung das Haus an Georg Friedrich von Herberstein um 30.000 Gulden. In den Wirren des 16. Jahrhunderts musste wiederholt wegen Mangels eines Pfarrers die Pfarre von der Pfarre Oberfellabrunn und auch von der Pfarre Hollabrunn und der Pfarre Sitzendorf besorgt werden, erst im Jahr 1714 konnte ein eigener Pfarrer bestellt werden. Wegen Bauschäden musste vom Schloss im Jahr 1667 ein Stockwerk abgetragen werden. Im Jahr 1675 gelangte der Besitz an Graf Grundacker von Dietrichstein. Bis zum Jahr 1714 war die Pfarre eigenständig, bis zum Jahr 1784 gehörte die Pfarre zur Pfarre Oberfellabrunn, ab 1759 zur Pfarre Kleinstelzendorf und Wolfsbrunn, ab 1784 wieder zur Pfarre Oberfellabrunn. Die Nachfolger von Graf Grundacker von Dietrichstein verkauften den Besitz im Jahr 1858 an Erwin von Schönborn-Puchheim um 650.000 Gulden. Außerhalb des Ortes stand einst eine andere Kirche, die angeblich durch die schwedischen Truppen im Dreißigjährigen Krieg zerstört wurden. Das dortige Marienbild kam in eine Waldkapelle, die ab 1868 zum Wallfahrtsort Klein Maria Dreieichen ausgebaut wurde.
Laut Adressbuch von Österreich waren im Jahr 1938 in der Ortsgemeinde Groß ein Fleischer, ein Gastwirt, drei Gemischtwarenhändler, ein Maler, eine Molkerei-Genossenschaft, ein Schmied und ein Tischler ansässig.
Im Jahr 1972 wurde die bis dahin eigenständige Gemeinde Groß mit der Stadtgemeinde Hollabrunn zusammengelegt und ist seitdem eine Katastralgemeinde der Stadtgemeinde Hollabrunn.

## Politik

### Bürgermeister der Gemeinde Groß
- 1900–1906 Karl Fellinger
- 1906–1919 Karl Maier
- 1919–1922 Josef Fellinger
- 1922–1924 Leopold Trappel
- 1924–1938 Johann Santner
- 1938–1945 Matthias Eberhart
- 1945–1950 Johann Santner
- 1950–1959 Leopold Hofbauer
- 1959–1971 Johann Santner jun.

### Ortsvorsteher von Groß
- 1972–1972 Johann Santner
- 1972–1980 Anton Weber
- 1980–1995 Karl Muth
- seit 1995 Karl Fürnkranz

## Sehenswertes
- Schloss Groß
- Pfarrkirche Groß
- Wallfahrtskapelle Klein Maria Dreieichen

## Persönlichkeiten

### Ehrenbürger der ehemaligen Gemeinde Groß
- Franz Zeibert, Pfarrer, (1901 verliehen)
- Baron Eduard Hohenbruck, Bezirkshauptmann des Bezirks Hollabrunn (1905 verliehen)
- Josef Kühschelm, Ritter des Franz Joseph-Ordens, Reichsratsmitglied und NÖ Landtagsabgeordneter (1905 verliehen)
- Franz Slanetz, Bildhauer in Wien (1915 verliehen)
- Nikolaus Kolb, Pfarrer, (1926 verliehen)
- Friedrich Karl Graf Schönborn-Buchheim, Gutsbesitzer (1929 verliehen)
- Engelbert Dollfuß, Bundeskanzler (1933 verliehen, 1938 aberkannt)
- Josef Reither, NÖ Landeshauptmann (1933 verliehen, 1938 aberkannt)
- Alois Fischer (1935 verliehen, 1938 aberkannt)
- Johann Eichinger, Abgeordneter zum Nationalrat (1935 verliehen, 1938 aberkannt)
- Franz Zehetner, Pfarrer, in Anerkennung um die Verdienste um Schule und Pfarrgemeinde (1936 verliehen)
- Johann Schmid, Pfarrer, (1948 verliehen, das Grab wurde im Jahr 1963 zum Ehrengrab erklärt)